# Condado de Ramsey (Minnesota)
O Condado de Ramsey (em inglês:  Ramsey County) é um dos 87 condados do estado americano do Minnesota. A sede e maior cidade do condado é Saint Paul. Foi fundado em 27 de outubro de 1849.
O condado possui uma área de 440 km², dos quais 394 km² estão cobertos por terra e 46 km² por água, uma população de 508 640 habitantes, e uma densidade populacional de 1 290 hab/km² (segundo o censo nacional de 2010). É o segundo condado mais populoso do Minnesota.